# Halecium arcticum
Halecium arcticum är en nässeldjursart som beskrevs av Marta Ronowicz och Peter Schuchert 2007. Halecium arcticum ingår i släktet Halecium och familjen Haleciidae.
Artens utbredningsområde är Norra Ishavet. Inga underarter finns listade i Catalogue of Life.